# سیاحت‌نامه اولیا چلبی

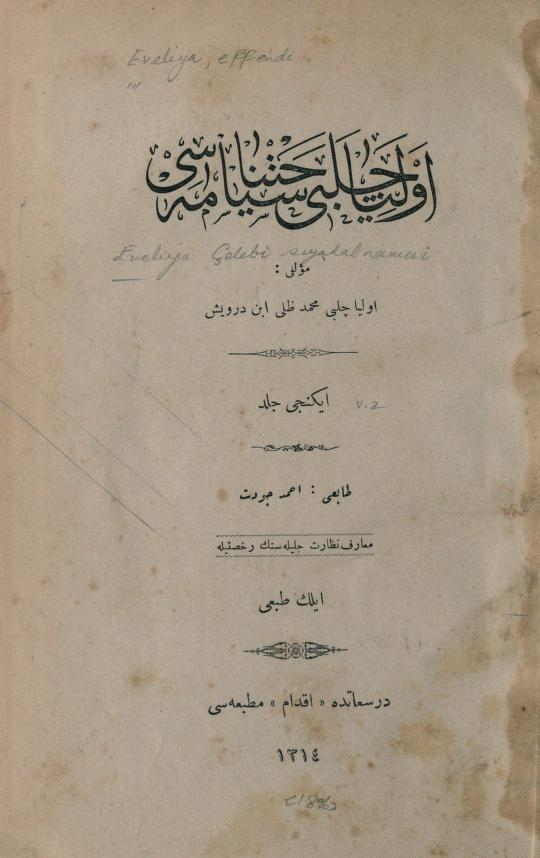
جلد کتاب سیاحت‌نامه

سیاحت‌نامهٔ اولیا چلبی کتابی است از جهانگرد معروف عثمانی، اولیا چلبی، که در آن حاصل ۴۰ سال سفرش را در سرزمین‌های امپراتوری عثمانی و سرزمین‌های اطراف آن در ۱۰ جلد به رشتهٔ تحریر درآورده است.
سیاحت‌نامه در سال‌های حکومت امپراتوری عثمانی در حدود سال ۱۶۴۰ م نوشته شد و طبق نظر کارشناسان، طولانی‌ترین کتاب در حوزهٔ سفر و گردشگری محسوب می‌شود.
سیاحت‌نامه مهم‌ترین و مفصل‌ترین سفرنامه‌ای است که در دورهٔ عثمانی در نیمهٔ دوم قرن ۱۱ هجری نوشته شده و حاوی خاطرات سفر نویسنده از سرزمین‌های وسیعی است که آن زمان در اختیار دولت عثمانی و بعضاً خارج از سلطهٔ آن دولت بوده است.
چلبی قرن‌ها قبل، سفر خود را از استانبول با نوشتن خصوصیات این شهر شامل ساختمان‌ها، بازارها، رسوم و فرهنگ آن آغاز کرد. چلبی به تمام آناتولی، خاورمیانه، قفقاز، سودان، صحرای عرب تا شمال حبشه، روم اروپایی، آلبانی، رومانی، مجارستان، وین، آلمان، هلند، بوسنی و هرزگوین، جنوب روسیه، و تمامی سرزمین‌های عرب سفر کرد.
این اثر ارزشمند بارها به ترکی عثمانی و لاتین چاپ شده و بخش کوتاهی از آن، که به تبریز و شهرهای اطراف آن اختصاص دارد و مربوط به سال ۱۰۵۰ هـ. ق است، توسط حاج حسین نخجوانی به فارسی ترجمه و منتشر شده است.
مهم‌ترین نسخهٔ خطی موجود از این کتاب در چهار جلد در موزهٔ توپکاپی استانبول نگهداری می‌شود.

## ترجمه
ویلم فلور بخشی از کتاب او را تحت عنوان «سفرهای اولیا چلبی در ایران و قفقاز از ۱۶۴۷ تا ۱۶۵۴» ترجمه کرده است.
عباس جوادی محقق ایرانی نیز بخشهایی از این سفرنامه را که دربارهٔ مناطق شمال غرب ایران (آذربایجان و قفقاز) است با عنوان «ایران ۳۷۰ سال پیش از نگاه یک سیاح عثمانی اولیاء چلبی» ترجمه کرده است.
چلبی سه سفر به ایران داشته است.

## سفرها

### سفر اول به ایران
۱۰۵۶هـ. ق/۱۶۴۶م الی اوایل سال۱۰۵۷هـ. ق/۱۶۴۷م، نخستین سفروی به ایران، در دوره سلطنت شاه صفی و عباس دوم صفوی بوده است. . اولیاء بعنوان مأمور گمرک برای ایجاد و گسترش روابط اقتصادی و تجاری، مأموریت پیدا کرد به ایروان وتبریز سفرکند. وی در این سفر، به شهرها و روستاهای آذربایجان، شروان و قراباغ رفت که شرح آنها در متن سفرنامه موجود است. اولیاء یک هفته بعد از بازگشت به عثمانی در اوایل سال۱۰۵۷هـ. ق/۱۶۴۷م، به درخواست حاکم وان و از طرف محمد پاشا دفترزاده، بیگلربیگی ارزروم، برای پیگیری برخی اًمور مجدداً به ایران سفر کرد و بعد از حل و فصل موضوع به ارزروم بازگردید.

### سفر دوم به ایران
این مسافرت از اواخر سال۱۰۶۵الی اواسط۱۰۶۶هـ. ق/۱۶۵۶–۱۶۵۵م، به طول انجامیده است. او بعد از انجام مأموریت خود در ارومیه و تبریز، به سیاحت در شهرهای اردبیل، نهاوند، کنگاور، همدان، درگزین، دینور، قصرشیرین، قزوین، قم، کاشان، ساوه، دماوندوری پرداخت و از طریق درتنگ و درنه به بغداد رفت.

### سفر سوم به ایران
سومین سفر اولیاء به ایران در سال۱۰۷۷هـ. ق/۱۶۶۷م اتفاق افتاده است. این سفر بسیار کوتاه بود و اولیاء در ادامه سفرهایی که درمناطق بالکان و اطراف دریای سیاه چون کریمه و قفقاز شمالی داشت، سفری
کوتاه به داغستان، دربند، باکو و گیلان انجام داد.

## نقدها
برخی پژوهشگران، قسمت‌هایی از سیاحت‌نامه اولیا چلبی را حاصل تخیلات نویسنده آن می‌دانند. برای نمونه مینورسکی در دانشنامه اسلام در این باره می‌گوید: «شوربختانه سفرنامه اولیای چلپی بسیار درهم و برهم است.»

## ثبت در فهرست میراث معنوی
در سال ۲۰۱۳ کتاب «سیاحتنامه» اثر اولیا چلبی در حوزه گردشگری، در فهرست میراث معنوی سازمان یونسکو به ثبت رسید.